# Oligotricha lapponica
Oligotricha lapponica är en nattsländeart som först beskrevs av Hagen 1864.  Oligotricha lapponica ingår i släktet Oligotricha och familjen broknattsländor. Arten är reproducerande i Sverige. Utöver nominatformen finns också underarten O. l. hyperborea.